# خوان مانويل أوليفيرا
خوان مانويل اوليفيرا هو لاعب كرة قدم من الأوروغواي يلعب حالياً لـنادي الوصل في دبي ولعب في موسم 2010 لنادي الشباب السعودي .

## وصلات خارجية
- خوان مانويل أوليفيرا على موقع دوري كوريا الجنوبية (الإنجليزية)
- خوان مانويل أوليفيرا على موقع قاعدة بيانات كرة القدم.إي يو (الإنجليزية)
- خوان مانويل أوليفيرا على موقع Soccerway.com (الإنجليزية)
- خوان مانويل أوليفيرا على موقع عالم كرة القدم.نت (الإنجليزية)